# Hardap
Hardap (Khoekhoegowab für „Brustwarze“ oder „Warze“) ist eine der 14 Regionen von Namibia. Der Name der Region stammt vom Hardap-Damm, dem zweitgrößten Staudamm in Namibia. Regionshauptstadt ist Mariental, die am Fischfluss unterhalb des Hardap-Damms liegt; größte Stadt der Region ist jedoch Rehoboth. Die Region hat (Stand 2023) 106.680 Einwohner auf einer Fläche von knapp 110.000 km².
Hardap gehört zu den südlichen Regionen des Landes und grenzt im Süden an die Region ǁKharas und im Norden an die Regionen Erongo, Khomas und Omaheke. Die Region grenzt im Westen an den Südatlantik und im Osten an Botswana.

## Geographie

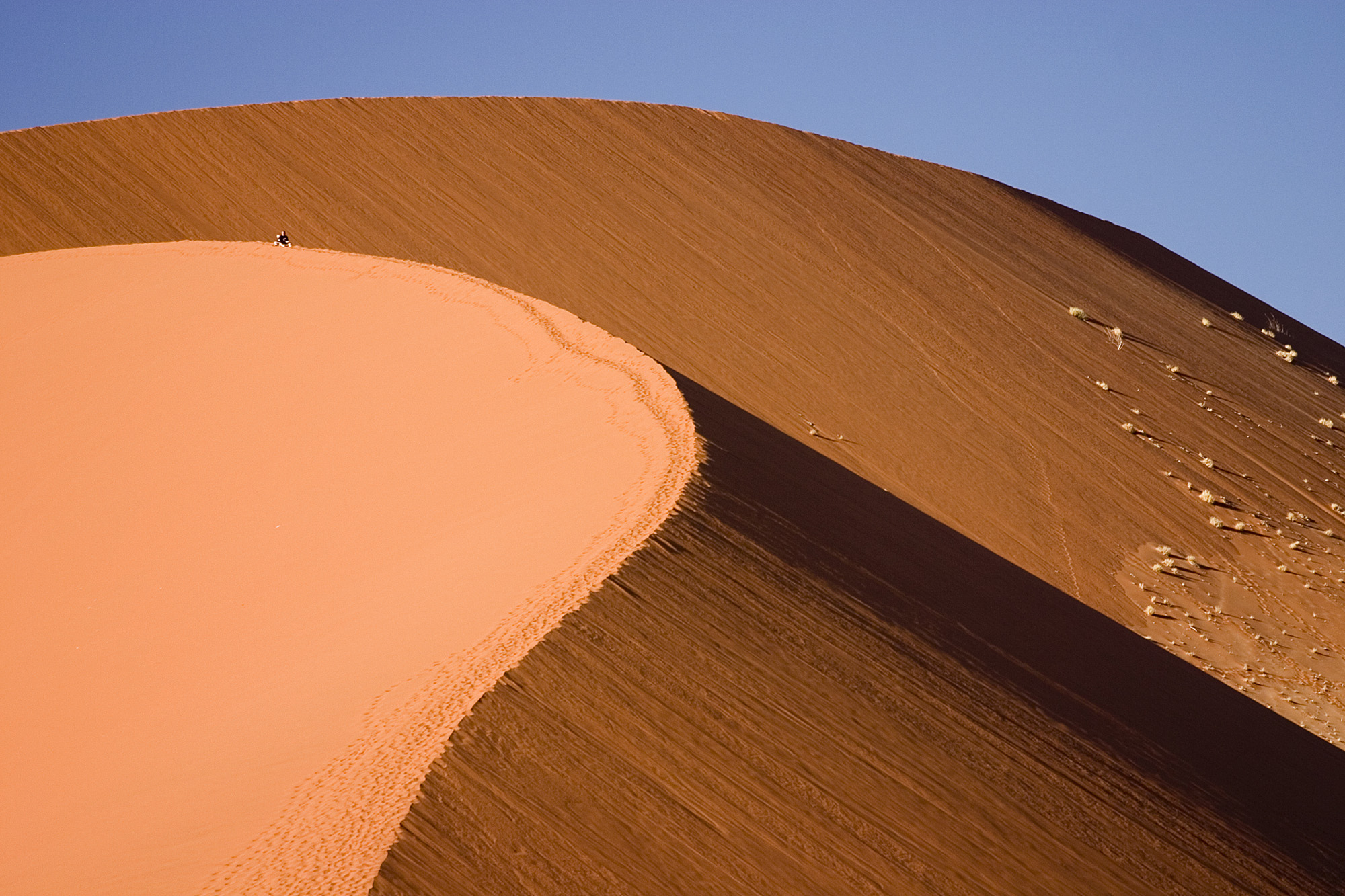
Sanddünen des Sossusvlei

Hardap erstreckt sich über eine Fläche von rund 110.000 Quadratkilometer. Die gesamte Küste und weite Teile des Westens Hardaps werden von der Namib eingenommen und sind Teil des Namib-Naukluft-Nationalparks, eines der größten Naturschutzgebiete in Namibia. Sehenswürdigkeiten wie das Sossusvlei und der Sesriem-Canyon gehören zu den bedeutendsten Naturdenkmälern in Namibia.
Östlich an die Namib-Wüste anschließend liegen zahlreiche Gebirgszüge wie die Tiras- und Naukluftberge, welche Teile der Großen Randstufe bilden. Die Mitte Hardaps wird von Nord nach Süd vom Fischfluss und dessen Nebenflüssen durchzogen.
Der Osten Hardaps ist durch die weite, berglose Kalahari gekennzeichnet.

## Bevölkerung
Laut der Volkszählung 2011 sprechen 43,3 Prozent der Einwohner der Region Khoekhoegowab als Hauptsprache. Es folgen Afrikaans mit 41 Prozent und Oshivambo mit 9,8 Prozent. 0,2 Prozent der Einwohner nutzen Deutsch als Hauptsprache.

## Regionalpolitik
- SWAPO: 7
- UPM: 1

Bei den Regionalratswahlen 2015 konnte die SWAPO sieben der acht Regionalratssitze gewinnen. Ein Sitz wird von der UPM eingenommen.

## Verwaltungsgliederung

Wahlkreise in Hardap

Die Region Hardap gliedert sich in acht Wahlkreise:
1. Aranos
2. Daweb
3. Gibeon
4. Mariental-Land
5. Mariental-Stadt
6. Rehoboth-Land
7. Rehoboth-Stadt (West) – UPM
8. Rehoboth-Stadt (Ost)

Zudem finden sich (Stand Dezember 2015) in der Region acht Lokalverwaltungen:
- Aranos
- Gibeon
- Gochas
- Kalkrand
- Maltahöhe
- Mariental
- Rehoboth
- Stampriet

## Wirtschaft und Bevölkerung

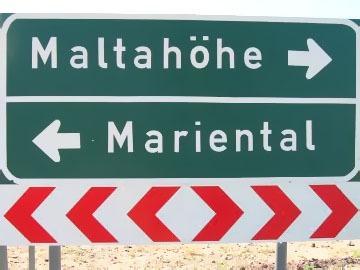
Hardap ist geprägt von deutschen Ortsnamen.

Hardap liegt in seinem Kernbereich auf der Haupt-Nord-Süd-Achse zwischen der namibischen Hauptstadt Windhoek und der Karas-Regionshauptstadt Keetmanshoop und weiter nach Südafrika im Süden. Es besteht hier eine gut ausgebaute Eisenbahnverbindung sowie die Nationalstraße B1. Entlang dieser Achse liegen die meisten Orte, Städte und Wirtschaftsbetriebe der Region. Dieses Gebiet verfügt aufgrund des bei Marienthal gelegenen Hardap-Damms über eine ausreichend Wasserversorgung für Bewässerungsfeldbau. Mit der Superfarm des Unternehmens Namibia Dairies kommt fast die gesamte Milch und Joghurt aus der Region.
Hardap ist auch eine der Regionen Namibias mit dem höchsten Anteil an Weißen. Dementsprechend findet man in kaum einer anderen Region des Landes so viele Orts- und Landschaftsnamen, die Deutsch oder Afrikaans sind.